# Cressensac-Sarrazac
Cressensac-Sarrazac község Franciaország Okcitánia régiójában, Lot megyében. Új községként 2019. január 1-jén jött létre Cressensac és Sarrazac korábbi községek egyesítésével.
```
Lakosainak száma 1154 fő 
(2022. január 1.)
.
[
1
]
```

## Népesség
| Lakosok száma | 1136 | 1129 | 1118 | 1125 | 1140 | 1154 |
|               | 2017 | 2018 | 2019 | 2020 | 2021 | 2022 |